# Korea Pride
Le Korea Pride est un ferry-boat catamaran sud-coréen, construit par le chantier naval Kangnam Corporation pour la compagnie Korea Express Ferry. Le navire a été lancé en 2022 et l’opérateur en a pris livraison en septembre 2022.

## Conception
Le Korea Pride a été conçu par la compagnie d’ingénierie maritime australienne Incat Crowther, et construit par Kangnam Corporation à Pusan, en Corée du Sud. Il est unique car il s’agit du premier navire de ce type construit en Corée du Sud, un pays qui est le leader mondial dans la construction de grands navires océaniques,. Dès le départ, Korea Express Ferry a fixé à Incat Crowther des normes très élevées en matière de sécurité, de confort et de performances. L’exploitant a également précisé que le navire devait être construit localement,,,,,. Le choix de Incat Crowther pour concevoir le navire et superviser sa construction s’est fondé sur les compétences numériques d’Incat Crowther en matière de construction navale, et sur sa conception axée sur l’opérateur,,,,.
Le Korea Pride présente une configuration élégante à un seul pont. Dan Mace, le directeur technique chez Incat Crowther, explique que cette configuration a été choisie pour mieux gérer la forte houle et les rafales de vent. La conception a été axée sur la sécurité et la capacité de naviguer en haute mer. De ce fait, avec 72 m de long, le Korea Pride est plus long que d’habitude pour un navire à pont unique. Cela permet de gagner en vitesse sans sacrifier l’efficacité énergétique,,,,,,,. Le directeur général de Korea Express Ferry, Sung Man Hwang, a déclaré être très satisfait du résultat. Le navire a atteint la vitesse impressionnante de 41 noeuds lors de ses essais en mer,,,,,,.
Le Korea Pride est un catamaran construit entièrement en aluminium de qualité marine,,. Il a une longueur hors tout de 72,0 m, et 69,6 m à la ligne de flottaison,. Son maître-bau (largeur) est de 16 mètres,,,,, son tirant d'eau de 1,8 mètre,,, et sa profondeur de 5,5 m,.
Le Korea Pride est propulsé par quatre moteurs principaux MTU 16V4000 M73L, chacun d’une puissance de 2880 kW à 2050 tours par minute, actionnant quatre hydrojets Kongsberg KaMeWa S71-4,,. Le Korea Pride a atteint la vitesse maximale de 41 nœuds lors de ses essais en mer,, mais sa vitesse normale de fonctionnement est plutôt de 36,5 nœuds,,,,,,,,. Les systèmes embarqués sont alimentés par deux générateurs électriques de 290 ekW à 1800 tours par minute,. La disposition de la salle des machines a été particulièrement soignée, avec des trappes permettant l’accès facile aux moteurs pour leur entretien ou le retrait,,,,,,,,.
Le navire a une capacité en carburant (mazout) de 30000 litres, en eau douce de 4500 litres,. Son équipage est de 10 membres,,. Il peut accueillir un maximum de 556 passagers,,,,,,,. Pour maximiser la sécurité et l’efficacité, les passagers embarquent et débarquent par six portes d’embarquement, situées de manière à s’intégrer à l’infrastructure à terre,,,,,,,. Le ferry propose trois classes de cabines : économique, affaires et première classe. Il y a de nombreux porte-bagages dans toutes les cabines. Un bloc central de commodités comprend un grand kiosque bien équipé, des toilettes et une salle pour les mères avec de jeunes enfants. À l’extrémité arrière du pont unique se trouve la zone de vie de l’équipage, avec un mess, des bureaux et une salle de bain. Le navire dispose également d’une salle médicale,,,,,,,,.
Le Korea Pride sera exploité principalement entre les îles périphériques de la Corée du Sud et le continent à partir d’Incheon, sur la côte ouest de la Corée du Sud,,,,,,, sur la route maritime Incheon-Baengnyeong et sera un lien vital pour beaucoup de ceux qui vivent, commercent et voyagent entre ces îles coréennes et le continent,,,.